# آندره گیلهارد
آندره گیلهارد (انگلیسی: André Gailhard؛ ۲۹ ژوئن ۱۸۸۵ – ۳ ژوئیهٔ ۱۹۶۶) آهنگساز اهل فرانسه بود.

## افتخارات
وی همچنین برندهٔ جوایزی همچون جایزه بزرگ رم شده‌است.